# Gare de Cransac
La gare de Cransac est une gare ferroviaire française de la ligne de Capdenac à Rodez, située sur le territoire de la commune de Cransac dans le département de l'Aveyron, en région Occitanie.
Elle est mise en service en 1858 par la Compagnie du chemin de fer de Paris à Orléans (PO). C'est une halte la Société nationale des chemins de fer français (SNCF), desservie par des trains des réseaux Intercités de nuit et TER Occitanie.

## Situation ferroviaire
Établie à 291 mètres d'altitude, la gare d'évitement de Cransac est située au point kilométrique (PK) 264,983 de la ligne de Capdenac à Rodez, entre les gares ouverte d'Aubin et de Saint-Christophe, s'intercale la gare fermée d'Auzits-Aussibal et les tunnels de Cazalbadis et de Fabrègues (500 m de long).

## Histoire
La gare de Cransac, qui dessert les forges du même nom, est mise en service le 30 août 1858 par la Compagnie du chemin de fer de Paris à Orléans (PO), lorsqu'elle ouvre à l'exploitation la section de Capdenac à Saint-Christophe de l'embranchement de Capdenac à Rodez.

## Fréquentation
De 2015 à 2023, selon les estimations de la SNCF, la fréquentation annuelle de la gare s'élève aux nombres indiqués dans le tableau ci-dessous.
| Année               | 2015  | 2016  | 2017  | 2018  | 2019  | 2020  | 2021  | 2022  | 2023  |
| ------------------- | ----- | ----- | ----- | ----- | ----- | ----- | ----- | ----- | ----- |
| Nombre de voyageurs | 3 690 | 3 520 | 3 594 | 3 123 | 3 204 | 2 310 | 3 332 | 4 989 | 5 436 |

## Service des voyageurs

### Accueil
Halte de la SNCF, c'est un point d'arrêt non géré (PANG) à accès libre.

### Desserte
Cransac est desservie par des trains de grandes lignes Intercités de nuit et des trains régionaux TER Occitanie.

### Intermodalité
Le stationnement des véhicules est possible devant la gare.

## Patrimoine ferroviaire
En 2019, le bâtiment voyageurs d'origine est toujours présent sur le site.